# Cornelis Nolet
Cornelis Nolet (Schiedam, 1752 - aldaar, 22 november 1826) was een vooraanstaand distillateur en burgemeester in Schiedam.

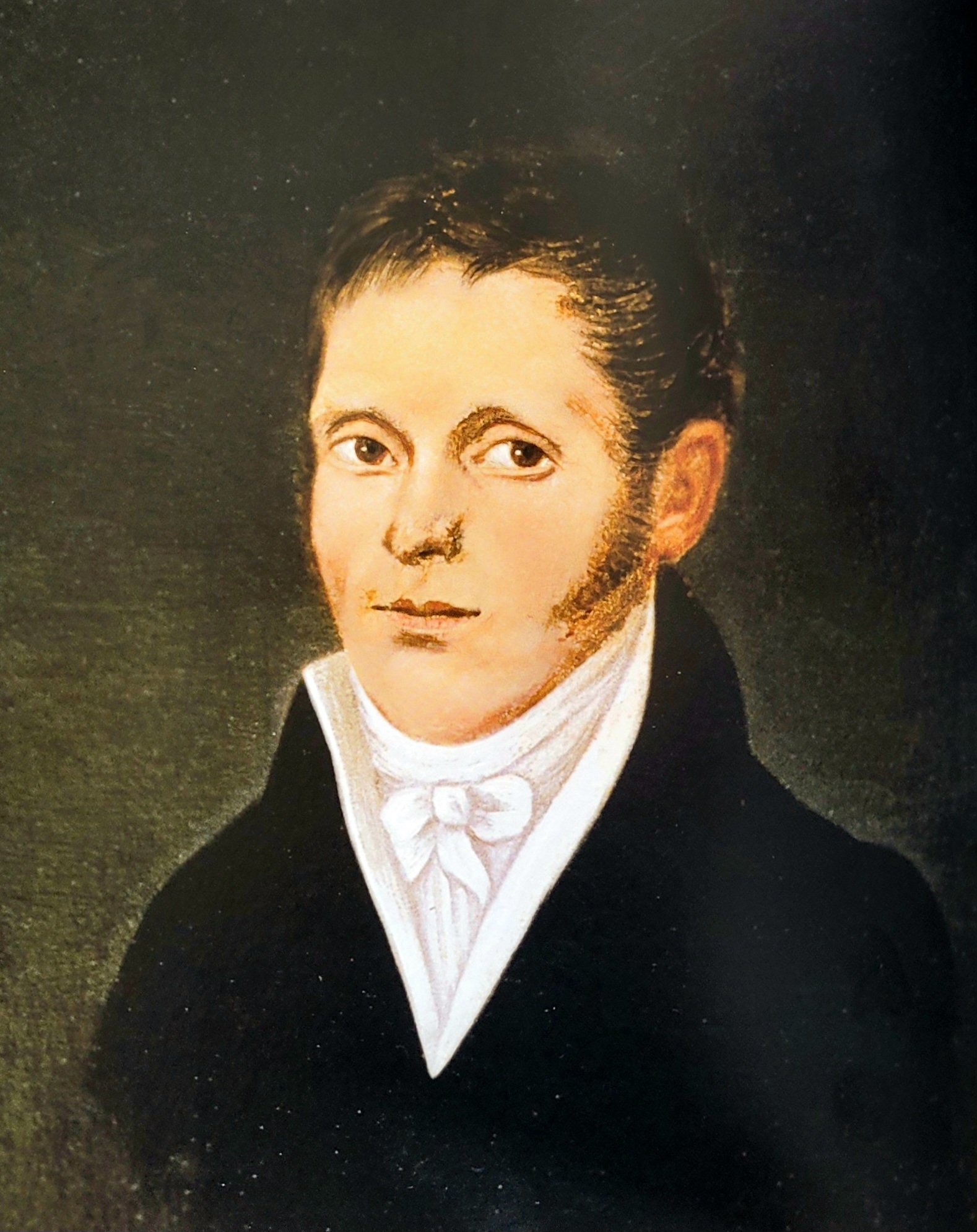
Vroeg portret van Cornelis Nolet

Cornelis Nolet werd geboren in een welgesteld gezin. Zijn vader, Johannes Jacobus Nolet (1712-1772), behoorde tot de voornaamste branders en distillateurs van Schiedam. Hij trouwde in 1783 op 31-jarige leeftijd met Catharina Huigen, die toen 19 jaar oud was.
Omdat de familie Nolet katholiek was, werden zij buitengesloten van bestuursfuncties die alleen toegankelijk waren voor protestanten, een regeling die in het hele land gold. Mede hierom sloot Cornelis zich rond 1784 aan bij de patriotten, een maatschappij-kritische beweging die voor meer vrijheid en rechtvaardigheid was, geïnspireerd op de Amerikaanse Revolutie. Als officier nam Nolet deel aan het vrijkorps van Schiedam, een soort burgermilitie met vergelijkbare geest.

## Burgemeester
Na al enige tijd deel te hebben uitgemaakt van de gemeenteraad, werd hij als burgemeester geïnstalleerd op 3 februari 1808 op last van koning Lodewijk Napoleon. Hiermee was Nolet de eerste katholieke burgemeester van Schiedam. Deze functie bekleedde hij tot 9 augustus 1811. Hierna werd hij vrederechter, en leed de rest van zijn leven een relatief teruggetrokken bestaan.

## Huis Nolet
Aan de Lange Haven 65 te Schiedam liet Nolet een fraai herenhuis bouwen in 1803. De bouw kwam gereed in 1804, dus vier jaar voordat Nolet burgemeester werd. De aanleiding was het succes van zijn jeneverstokerij gekoppeld aan het optimisme dat ontstond na de Vrede van Amiens in 1802, die de wapenen in Europa liet rusten en economische voorspoed beloofde. Het gebouw getuigt van interesse in architectuur en schone kunsten. Voor het ontwerp was de Rotterdamse architect van Italiaanse afkomst Jan Giudici ingehuurd. Het interieur is uitzonderlijk rijk versierd met stucwerk en marmeren schouwen, en heeft kenmerken van de Lodewijk XVI-stijl. Bij de bouw van de voorgevel is portlandsteen gebruikt, afkomstig uit het zuiden van Groot-Brittanië. 
De tuin achter het huis had Nolet opgeofferd aan zijn jeneverstokerij. Twee branderijen met in totaal zeven ketels stonden op de plek waar ooit een prachtige siertuin was aangelegd door de vorige bewoner. Nolet had nog een andere tuin, maar daarvoor moest hij 12 minuten lopen van zijn huis naar de Plantage. Het koetshuis was ondergebracht buiten de bebouwde kom in het poldergebied Frankenland. In 1812 ging Nolet failliet door een tegenvallende conjunctuur en nieuwe belastingmaatregelen. Zijn huis was toen nog niet afbetaald, wat bleek uit het feit dat Giudici een van de schuldeisers was. Het huis werd uiteindelijk opgekocht door zijn zoon Anthony, die er voor zorgde dat vader Cornelis er in kon blijven wonen tot zijn dood in 1826.